# Paulsplatz (Frankfurt am Main)
Der Paulsplatz ist ein Platz in der Altstadt von Frankfurt am Main. Er wird im Norden von der Berliner Straße, im Osten von der Neuen Kräme, im Westen vom Nordbau des Alten Rathauses (erbaut 1900–1908) begrenzt und im Süden verbindet er Bethmannstraße und Braubachstraße. Seit den Kriegszerstörungen von 1944 ist er durch den Verlust mehrerer bedeutsamer Bauwerke wie der Alten Börse und mehrere Bürgerhäuser an der Neuen Kräme in seinem Charakter stark verändert. Der Paulsplatz ist seitdem im Süden direkt mit dem Römerberg verbunden.
Beherrscht wird der Paulsplatz von der 1789 bis 1833 errichteten klassizistischen Paulskirche, dem Sitzungsort der Frankfurter Nationalversammlung von 1848. Der Platz ist wie die Neue Kräme und der Römerberg eine Fußgängerzone. Der östliche Teil ist mit Platanen bestanden, unter denen im Sommer mehrere Straßencafés ihre Tische aufstellen. Neben verschiedenen sommerlichen Straßenfesten findet auf dem Paulsplatz, wie auch auf dem Römerberg und in der Neuen Kräme, der Frankfurter Weihnachtsmarkt statt.

## Geschichte

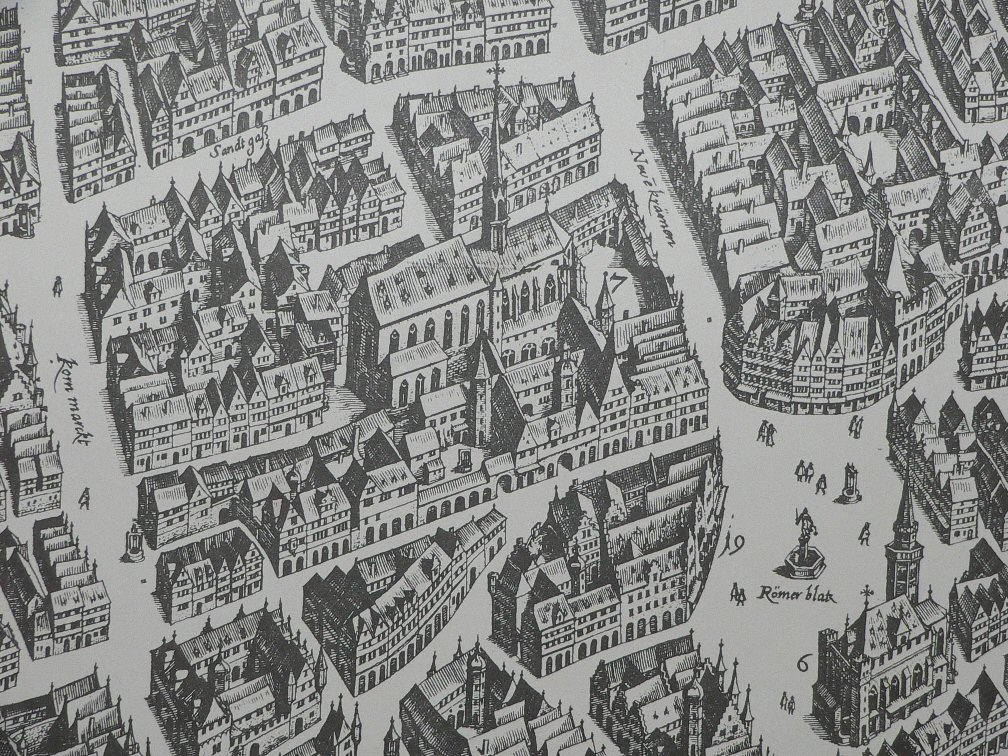
Das Barfüßerkloster auf dem Merianplan von 1628

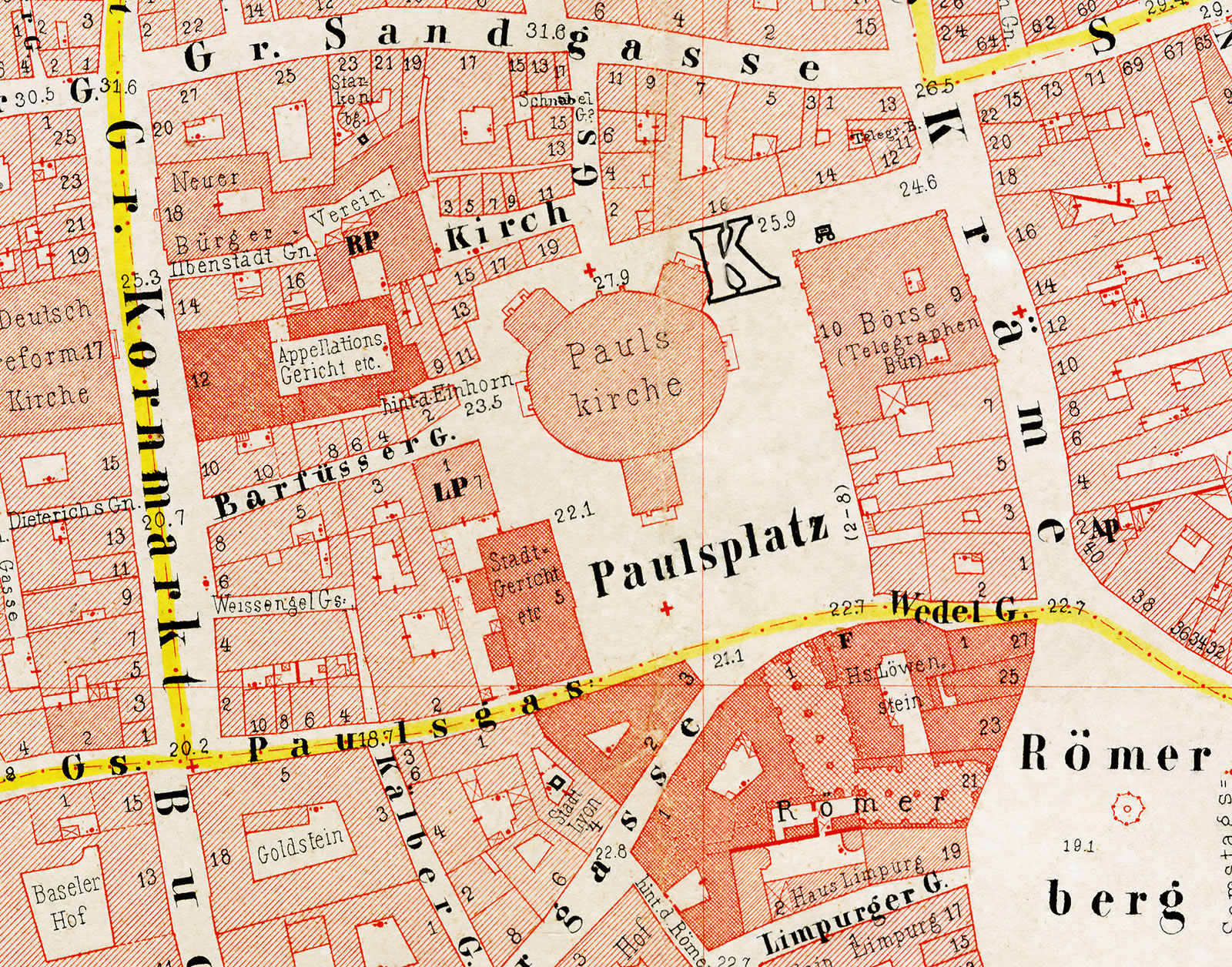
Der Paulsplatz 1861

Bis ins 18. Jahrhundert befand sich auf dem Gelände des heutigen Paulsplatzes das 1270 erstmals urkundlich erwähnte Frankfurter Barfüßerkloster. Seit 1526 wurden in der Barfüßerkirche regelmäßig reformatorische Predigten gehalten. 1529 verließen die letzten acht Franziskaner-Konventualen das Kloster, um künftig ein bürgerliches Leben zu führen. Das Kloster wurde an den Rat der Stadt übergeben. Die Barfüßerkirche wurde zur evangelischen Hauptkirche Frankfurts, an der bedeutende Theologen wie Philipp Jakob Spener und Johann Friedrich Starck sowie Musiker wie Georg Philipp Telemann wirkten. In den Klostergebäuden nördlich der Kirche richtete sich ab 1542 das Städtische Gymnasium ein.
Im 18. Jahrhundert wurden die Gebäude zu klein, überdies machte sich ihre Baufälligkeit bemerkbar. 1782 wurde die Barfüßerkirche geschlossen und 1786 abgerissen. 1789 begann der Neubau der Kirche unter Stadtbaumeister Johann Georg Christian Hess, der sich aufgrund der Revolutionskriege bis 1833 hinzog.
Während der gotische Bau der Barfüßerkirche in Ost-West-Richtung orientiert war, wurde die neue Kirche ein ovaler Zentralbau mit einem im Süden vorgelagerten Turm, der auch den Haupteingang bildete. Vor dem Turm legte man einen neuen Platz, den Paulsplatz an. Er war im Westen und Osten nur durch zwei schmale Gassen mit den wichtigsten Nord-Süd-Achsen der Altstadt verbunden: Über die westlich gelegene Paulsgasse mit dem Großen Kornmarkt und über die Wedelsgasse mit der Neuen Kräme und dem Römerberg.
Im Westen, Osten und Norden war die Paulskirche von einer dichten Bebauung umgeben. 1838 verließ das städtische Gymnasium die mittelalterlichen Klostergebäude, die alsbald abgerissen wurden. An ihrer Stelle entstand ein Häuserblock zwischen der Neuen Kräme und der Paulskirche, an dessen nördlichem Ende sich von 1840 bis 1952 die Alte Börse befand.

## Die Alte Börse

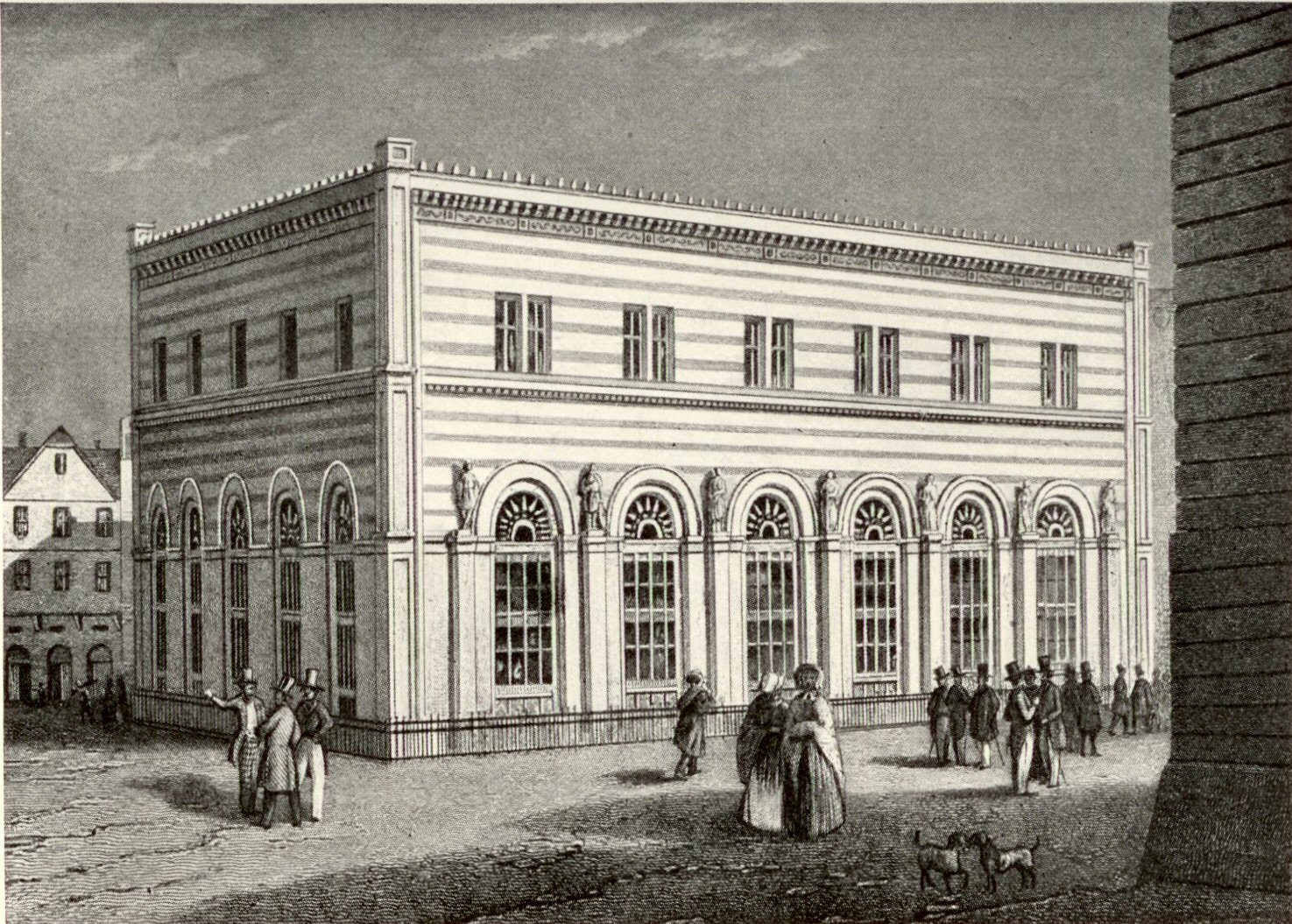
Die Alte Börse, ca. 1845

Bedeutendstes Gebäude am Paulsplatz, neben der Paulskirche, war die 1840 bis 1843 durch Jakob Friedrich Peipers (1805–1878) nach Plänen des Berliner Architekten Friedrich August Stüler errichtete Alte Börse, das erste eigens für den aufstrebenden Wertpapierhandel gedachte Gebäude in Frankfurt. Der spätklassizistische Bau war ein zweigeschossiger Kubus aus rotem und weißem Sandstein. Die Alte Börse war auch Sitz des Frankfurter Telegraphenbüros. Bereits 1879 bezog die Frankfurter Handelskammer, Träger der Wertpapierbörse, einen Neubau, die noch heute so genannte Neue Börse in der Neustadt. Die Alte Börse wurde von der Saalbau GmbH übernommen und als Versammlungssaal genutzt. 1944 brannte das Gebäude bei einem schweren Bombenangriff aus. Die übriggebliebenen Außenmauern wurden 1952 abgetragen.

## Das Einheitsdenkmal

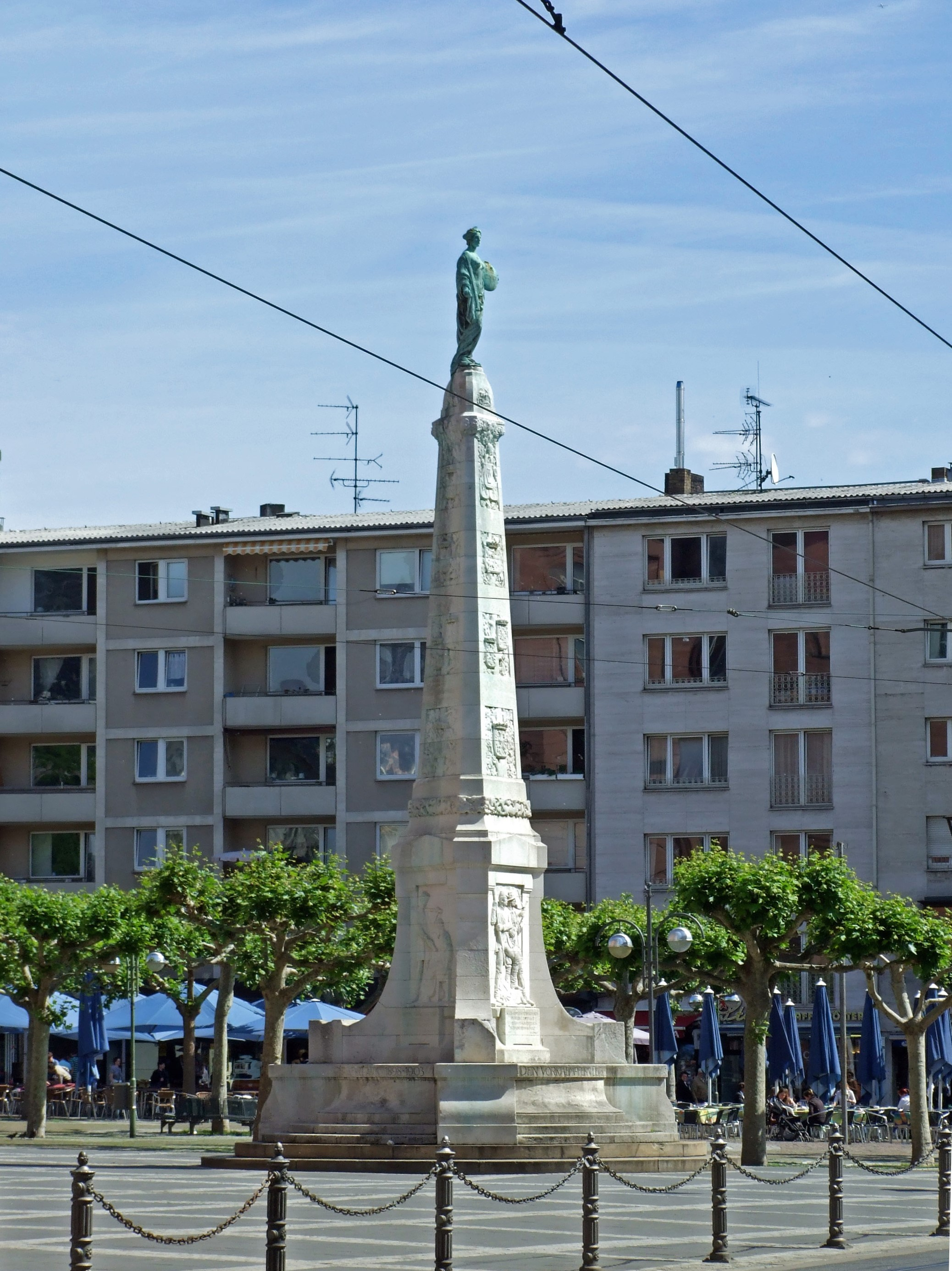
Das Einheitsdenkmal von 1903

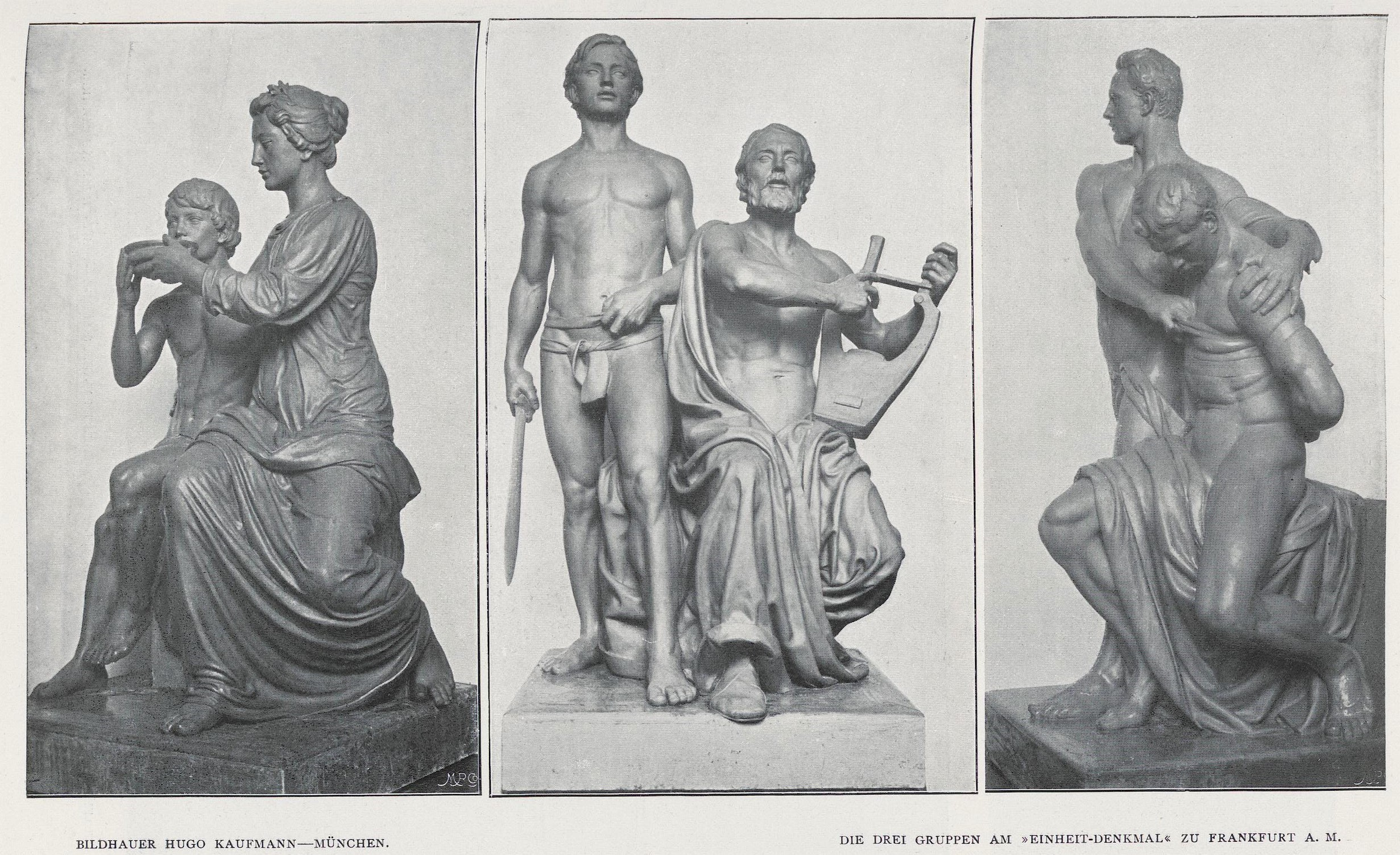
Die drei Gruppen am Einheitsdenkmal (1940 eingeschmolzen)

Auf dem Paulsplatz vor der Paulskirche steht seit 1903 das Einheitsdenkmal.
1898 hatte die Stadt Frankfurt einen Wettbewerb ausgeschrieben:

„Den Antheil, welchen Dichtung und Gesang, welchen die Vorkämpfer der politischen Freiheit, die Männer der Wissenschaft, die Universitäten und die Begründer der wirthschaftlichen Einigung Deutschlands (Zollverein u. a.m.) in der Zeit der Vorbereitung von 1815 bis 1864 an der Einigung des deutschen Volkes gehabt haben, soll, soweit thunlich, durch Bildwerke oder Reliefs, im Uebrigen durch Inschriften zu künstlerischem Ausdruck gebracht werden. Auch die Vertheidigung der deutschen Nordmark (Schleswig-Holstein) ist thunlichst zu gedenken“

Die vom Magistrat eingesetzte Kommission entschied sich für den Entwurf des Architekten Fritz Hessemer und des Bildhauers Hugo Kaufmann.
Über einem vierstufigen Unterbau aus Travertin erhebt sich ein dreiseitiger Obelisk aus dem gleichen Material, der von einer allegorischen Bronzefigur gekrönt wird. Auf Postamenten um den Sockel befanden sich drei überlebensgroße Figurenpaare aus Bronze. Die erste Gruppe, das Freie Bürgertum bzw. Kampf um die Freiheit, zeigte einen jugendlichen Kämpfer, der einem ermatteten älteren Kämpfer die Fesseln löst. Die nächste Gruppe bestand aus einer allegorischen Alma Mater, die den Wissensdurst eines Jünglings stillt, indem sie ihm aus einer Schale zu trinken gibt. Die dritte Gruppe, das Freiheitslied, stellte wiederum zwei Männer dar, der ältere mit einer Lyra, der jugendliche mit einem Schwert, eine Darstellung, mit der die Rolle der Sängerbewegung für die Einheit gewürdigt werden sollte. Die Figurengruppen wurden 1940 als Metallspende des deutschen Volkes eingeschmolzen.
Zwischen den Postamenten befinden sich drei Relieftafeln: Das erste stellt den Auszug der Burschenschafter und Freischärler zur Befreiung Schleswig-Holsteins dar, auf dem zweiten nimmt ein Jüngling von seiner Familie Abschied. Darunter steht das Wort von Ernst Moritz Arndt: „Wir sind geschlagen, nicht besiegt. In solcher Schlacht erliegt man nicht!“. Das dritte Relief zeigt eine Gruppe von Männern, die ein Schwert schmieden; einer davon trägt die Züge Bismarcks.

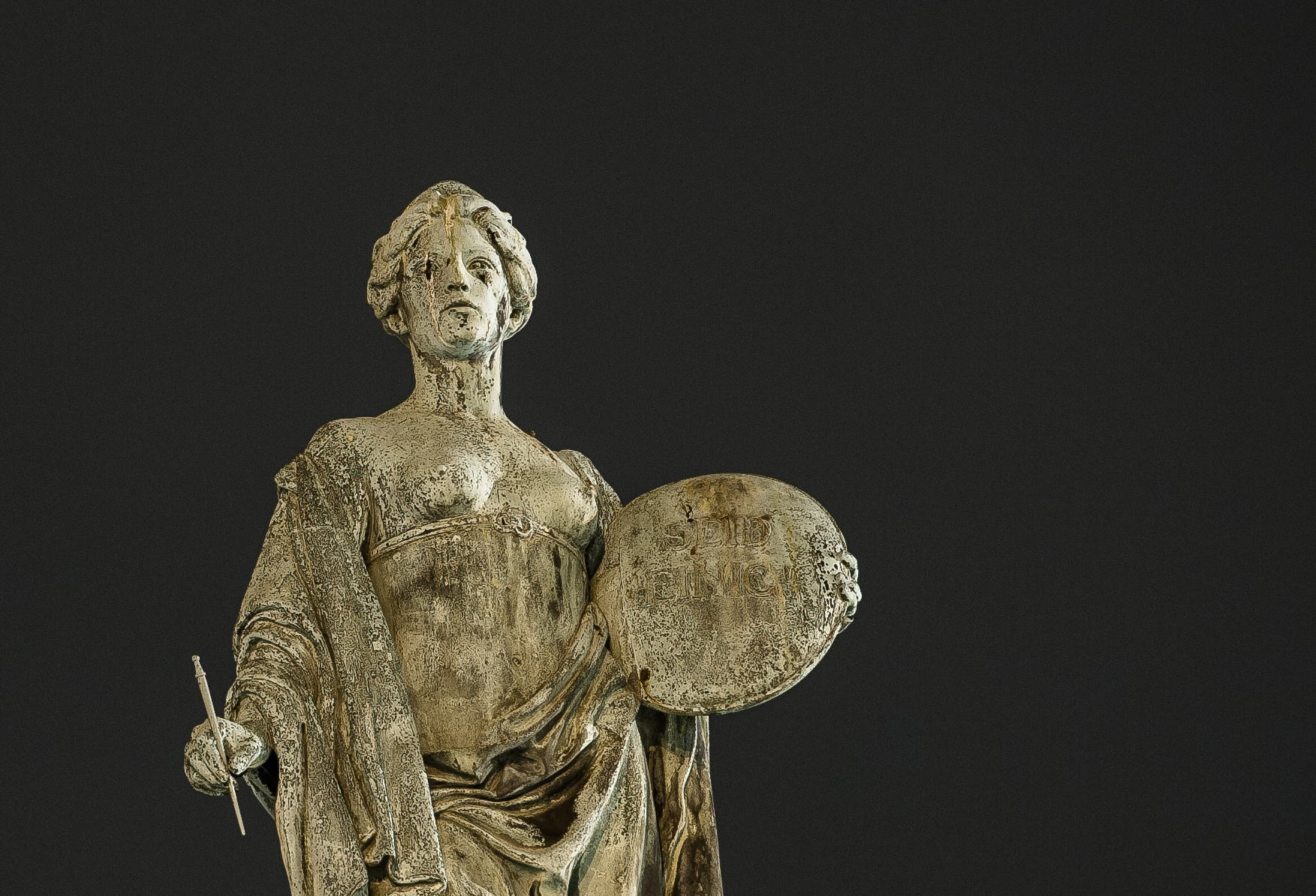
Allegorische Figur auf dem Einheitsdenkmal

Offen blieb, wen die Allegorie auf der Spitze des Obelisken verkörpert. Zeitgenössische Rezensenten beschreiben die weibliche Figur, auf deren Schild die Worte „seid einig“ stehen, als Klio, die Muse der epischen Dichtung, aber auch als Germania. Am 18. Oktober 1903, dem 90. Jahrestag der Völkerschlacht bei Leipzig, weihte Oberbürgermeister Franz Adickes das Denkmal ein.